# Wanda Krahelska-Filipowicz

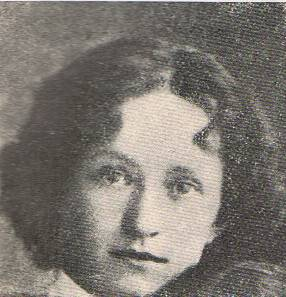
Wanda Krahelska-Filipowicz (ca. 1905)

Wanda Krahelska-Filipowicz, Pseudonym Alina (* 1886 in Sawejki bei Ljachawitschy; † 1968 in Warschau), war eine polnische Sozialistin und PPS-Aktivistin sowie Mitbegründerin von Żegota.
1906 war sie am Attentat der PPS-Kampforganisation auf den russischen Gouverneur Giorgij Skałon beteiligt und musste danach nach Galizien fliehen. Von 1935 bis 1939 war sie Redakteurin der Zeitschrift Arkady. 1942 war sie zusammen mit Zofia Kossak-Szczucka Mitbegründerin von Żegota, einer Organisation, die ca. 75.000 Juden rettete. Sie gründete 1946 die Zeitschrift Projekt und leitete sie bis 1956.